# Sarah Poewe
Sarah Poewe (Fokváros, Dél-afrikai Köztársaság, 1983. március 3. –) mellúszó, aki Dél-Afrika és Németország színeiben is versenyzett. Németország színeiben olimpiai bronzérmes és Európa-bajnok.
14 évesen debütált nemzetközi szinten az 1997-es Pan Pacific bajnokságon. Poewe volt a megszavazott legjobb női úszó az 1998-as moszkvai Világifjúsági Játékokon. 1999-ben 100 és 200 méteres mellúszásban magyar bajnokságot nyert. Magyar edzője, Törös Károly révén versenyzett Magyarországon. Amikor 17 éves volt, Poewe a dél-afrikai úszócsapat tagjaként versenyzett három versenyszámban a 2000. évi nyári olimpiai játékokon, és negyedik, ötödik, illetve hatodik helyen végzett rajtuk.
2001-ben  megnyerte a dél-afrikai nemzeti bajnokságon a 100 méteres mellúszást. A 2001-es úszó-világbajnokságon a negyedik helyen végzett 100 méteres mellúszásban.
Poewe Németországot képviselte a 2004-es és a 2008-as nyári olimpián.
Anyai ágon zsidó származású.